# Macróbio
Macróbio ou Ambrósio Teodósio Macróbio (em latim: Flavius Macrobius Ambrosius Theodosius ou Ambrosius Aurelius Theodosius Macrobius) é um escritor, filósofo e filólogo romano, autor das Saturnais e do Comentário ao Sonho de Cipião. Segundo uma das versões, nasceu por volta de 370 na Numídia, na África. Exerceu grande influência na Idade Média pela transmissão e elaboração de uma parte da tradição filosófica grega pagã. Pertence ao período pré-nissênico da escola neoplatônica do Ocidente latino.

## Biografia
As obras de Macróbio são relativamente conhecidas há muito tempo. Eram lidas ao longo da Idade Média, mas não se sabe praticamente nada sobre o seu autor. Sua ascendência é desconhecida, pois ele mesmo se denomina, ou é denominado, Theodosius. Existem fortes presunções de que Macróbio e o poeta Aviano sejam a mesma pessoa. Várias conjeturas o apontam como cidadão romano do Norte da África ou um patrício da Hispânia que veio fazer carreira de alto funcionário em Roma.
É certo que foi alto funcionário do Império Romano, pois os incipit dos manuscritos trazem a menção vir clarissimus et illustris. Clarissimus significa que pertencia à ordem senatorial e illustris que foi prefeito do pretório ou prefeito da cidade de Roma. Segundo o historiador Alan Cameron, teria sido prefeito do pretório em 430.
Na Idade Média, Macróbio foi identificado como autor cristão e por isso pôde gozar de boa reputação, que lhe permitiu ser lido, estudado e citado pelos filósofos mais ilustres, como Pedro Abelardo. Suas obras foram copiadas pelos amanuenses nos mosteiros e assim não foram esquecidas. Mas, terminada a Idade Média, foi num primeiro momento desprezado pelos humanistas e posto em segundo plano no século XV, pois ao neoplatonismo a maior parte dos estudiosos preferia as obras do próprio Platão.
Há algumas décadas duas coisas são aceitas como certas pelos historiadores: era de origem africana, mas não de cor negra, e também não era cristão, pois construiu uma carreira política, exercendo cargos importantes. Isso não seria possível se fosse cristão, pois em sua época a vida política era proibida aos seguidores do cristianismo. Além disso, suas obras não contêm elementos que façam supor que tenha realmente sido cristão.
Pesquisas eruditas recentes sobre os manuscritos permitem situá-lo na esfera de influência da família de Quinto Aurélio Símaco. O nome de um neto de Macróbio é identificado em diversos desses manuscritos, que também fazem menção a um descendente de Símaco. O filho de Macróbio, ao qual ele se refere com carinho no início do comentário ao Sonho de Cipião, se chamaria Flavius Macrobius Plotinus Eusthatius e seu neto se chamaria Flavius Macrobius Plotinus Eudoxus.

## Obras
De Macróbio são conhecidos poucos textos que podem ser atribuídos a ele. Sua obra principal, as Saturnais, é um pouco anterior ao comentário de um trecho do livro 6 do De re publica (A República), no qual Cícero narra o Sonho de Cipião. Macróbio redige, assim, um Comentário ao Sonho de Cipião. Segundo alguns autores, as datas de composição das Saturnais e do Comentário ao Sonho de Cipião devem ser situadas depois de 430.

### AsSaturnais
As Saturnais (em latim Convivia primi diei Saturnaliorum) são um diálogo erudito que se desenvolve em três dias, contadas em sete livros, por ocasião das festas em honra do deus Saturno. Pertencem ao gênero literário do banquete filosófico (symposium), que remonta ao Banquete de Platão. Em forma de diálogos socráticos, doze interlocutores conversam, numa refeição feita em comum, sobre diversos assuntos, como a religião, a literatura, a história e até as ciências naturais.
Os interlocutores são, à imagem do próprio Macróbio, aristocratas e eruditos romanos, quase todos personagens históricos. Um deles é Mário Sérvio Honorato, que escreveu um comentário sobre a Eneida de Virgílio. As fontes de Macróbio são principalmente o grego Plutarco e os latinos Marco Terêncio Varrão e Aulo Gélio. A discussão atinge o ponto alto com uma explicação sobre a obra de Virgílio. Esse banquete talvez tenha tomado como modelo O Banquete dos Sofistas do grego Ateneu.
Também se encontram nesse diálogo muitas informações sobre o uso dos alimentos e suas propriedades. O segundo livro apresenta o relato de numerosas frases famosas de personagens ilustres (Cícero e Augusto, em especial). Macróbio contribuiu significativamente para a exegese da Eneida e das outras obras de Virgílio. Além disso, foi graças a ele que chegaram até os dias atuais fragmentos de vários autores famosos, como Quinto Ênio e Salústio.

### O Comentário ao Sonho de Cipião de Cícero
Este comentário (em latim Commentarium in Ciceronis Somnium Scipionis) é de grande importância, pois permitiu que a parte do livro VI do De re publica de Cícero sobrevivesse, enquanto o restante da obra desaparecia quase completamente. Nesse comentário, escrito em dois livros, dedicados ao filho Eustácio, o pensamento filosófico neoplatônico aparece com todo o vigor.
Os parágrafos 9 a 29 do Livro VI de A República contam um sonho (é portanto uma fábula, diz Macróbio, uma ficção literária) que Cipião Emiliano teve em 149 a.C., quando, como jovem comandante de legião, esteve na África para participar da Terceira Guerra Púnica. Acolhido pelo rei Massinissa, passa a noite ouvindo suas lembranças sobre Cipião Africano e Paulo Emílio. Assim que vai deitar, sonha que se eleva às regiões celestes, onde é acolhido pelos dois antepassados. Eles lhe mostram e explicam o mecanismo do cosmos e o princípio da imortalidade da alma. Dizem-lhe que o destino da alma dos políticos justos se eleva ao céu depois de sua morte, onde eles gozam da felicidade eterna.

### Um tratado sobre gramática
Menos conhecido que as duas obras anteriores é um tratado sobre a gramática, De differentiis et societatibus graeci latinique sermonis, mostrando as diferenças e semelhanças entre o grego e o latim. Parece que não era destinada ao uso escolar, mas ao fornecimento de exemplos e discussões eruditas sobre as analogias entre os sistemas verbais grego e latino. É, segundo os especialistas, a única obra latina destinada explicitamente a uma análise sistemática das semelhanças linguísticas entre os dois idiomas clássicos.

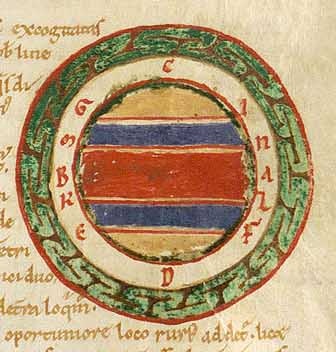
As cinco zonas climáticas da Terra delineadas por Macróbio. O amarelo indica onde o clima é frio, o azul indica o clima temperado e o vermelho a zona climática mais quente.

## Astronomia
Macróbio começou a interessar-se pela Astronomia provavelmente na época em que redigia o Comentário ao Sonho de Cipião, no qual descreve a Terra como uma esfera (globus terrae) de dimensões insignificantes em relação ao resto do universo. Passou então a elaborar algumas teorias como diletante, afirmando que a Terra não era plana.